# Wahlrecht.de
Wahlrecht.de ist eine durch den Verein Wahlrecht.de e. V. betriebene Website, die vielfältige Informationen zum deutschen Wahlrecht sammelt sowie voraussichtliche Wahltermine in Deutschland, Ergebnisse von Bevölkerungsumfragen, insbesondere der Sonntagsfragen, und die Wahlergebnisse selbst. Redaktionell verantwortlich sind nach eigenen Angaben Matthias Cantow, Martin Fehndrich und der grüne Bremer Politiker Wilko Zicht, der das Projekt 1999 ins Leben rief.

## Wahlempfehlungen
Wahlrecht.de gibt Empfehlungen, wie die Wähler durch taktisches Wählen das Gewicht ihrer Stimme vergrößern können. Dabei informiert die Seite unter anderem über die Folgen des negativen Stimmgewichts unter Berücksichtigung der Parteipräferenzen.

## Sonntagsfragen-Archiv
Die Seite hat ein Archiv von Sonntagsfragen der größten deutschen Meinungsforschungsinstitute, das etwa bis 1994 zurückreicht. Darin sind sowohl Umfragen auf Bundes- als auch Landesebene enthalten. Neben den Anteilswerten der Parteien gibt Wahlrecht.de auch Informationen über den Befragungszeitraum, die Anzahl der Befragten und den Auftraggeber an. Deutsche Meinungsforschungsinstitute verweisen bei Anfragen nach Daten ihrer Sonntagsfragen teils auf Wahlrecht.de als öffentlich zugänglicher Datenquelle. Rohdaten veröffentlichen die Institute im Allgemeinen nicht. Die Daten werden für politikwissenschaftliche und wahlsoziologische Untersuchungen genutzt.
Um die Qualität des Datenbestands zu prüfen, verglich Jochen Groß stichprobenartig die Daten von Wahlrecht.de mit den Medienveröffentlichungen der Umfragen. Dabei waren die Proben über die Jahre und Institute gestreut. Groß fand keine Abweichungen. Die Daten von Wahlrecht.de werden von Spiegel Online für die Darstellung des Verlaufs bei den Sonntagsfragen genutzt.

## Wahlrechtsfragen, Wahlergebnisse
Auch in den Massenmedien weniger präsente Informationen können der Webseite entnommen werden, u. a. zu Änderungen im Wahlrecht oder zu eingereichten Klagen gegen das Wahlrecht. Diese Ereignisse werden nicht nur dargestellt, sondern in der Regel auch kommentiert. Des Weiteren archiviert die Webseite die amtlichen Endergebnisse vergangener Wahlen.